# Thomas Wallisch
Thomas Wallisch –conocido como Tom Wallisch– (Pittsburgh, 28 de julio de 1987) es un deportista estadounidense que compitió en esquí acrobático.
Ganó una medalla de oro en el Campeonato Mundial de Esquí Acrobático de 2013, en la prueba de slopestyle. Adicionalmente, consiguió una medalla de oro en los X Games de Invierno.

## Medallero internacional
| Campeonato Mundial | Campeonato Mundial  | Campeonato Mundial | Campeonato Mundial |
| Año                | Lugar               | Medalla            | Prueba             |
| ------------------ | ------------------- | ------------------ | ------------------ |
| 2013               | Oslo/Voss (Noruega) | Medalla de oro     | Slopestyle         |

| X Games de Invierno | X Games de Invierno    | X Games de Invierno | X Games de Invierno |
| Año                 | Lugar                  | Medalla             | Prueba              |
| ------------------- | ---------------------- | ------------------- | ------------------- |
| 2012                | Aspen (Estados Unidos) | Medalla de oro      | Slopestyle          |